# العلاقات الزامبية النيكاراغوية
العلاقات الزامبية النيكاراغوية هي العلاقات الثنائية التي تجمع بين زامبيا ونيكاراغوا.

## مقارنة بين البلدين
هذه مقارنة عامة ومرجعية للدولتين:
| وجه المقارنة                                              | زامبيا                         | نيكاراغوا        |
| --------------------------------------------------------- | ------------------------------ | ---------------- |
| المساحة (كم2)                                             | 752.62 ألف                     | 130.38 ألف       |
| عدد السكان (نسمة)                                         | 17.09 مليون                    | 6.22 مليون       |
| الكثافة السكانية (ن./كم²)                                 | 22.71                          | 47.71            |
| العاصمة                                                   | لوساكا                         | ماناغوا          |
| اللغة الرسمية                                             | لغة إنجليزية                   | اللغة الإسبانية  |
| العملة                                                    | كواشا زامبي، كواشا زامبي قديم ‏ | كوردبا نيكاراغوا |
| الناتج المحلي الإجمالي (بليون دولار)                      | 25.81 مليار                    | 13.81 مليار      |
| الناتج المحلي الإجمالي (تعادل القوة الشرائية) بليون دولار | 62.18 مليار                    | 31.63 مليار      |
| الناتج المحلي الإجمالي الاسمي للفرد دولار أمريكي          | 1.30 ألف                       | 2.09 ألف         |
| الناتج المحلي الإجمالي للفرد دولار أمريكي                 | 3.90 ألف                       | 4.92 ألف         |
| مؤشر التنمية البشرية                                      | 0.586                          | 0.631            |
| رمز المكالمات الدولي                                      | +260                           | +505             |
| رمز الإنترنت                                              | .zm                            | .ni              |
| المنطقة الزمنية                                           | ت ع م+02:00                    | 00               |

## منظمات دولية مشتركة
يشترك البلدان في عضوية مجموعة من المنظمات الدولية، منها:
| علم المنظمة | اسم المنظمة                               | تاريخ انضمام زامبيا | تاريخ انضمام نيكاراغوا |
| ----------- | ----------------------------------------- | ------------------- | ---------------------- |
|             | الاتحاد البريدي العالمي                   | ?                   | ?                      |
|             | يونسكو                                    | 9 نوفمبر 1964       | 22 فبراير 1952         |
|             | البنك الدولي للإنشاء والتعمير             | 23 سبتمبر 1965      | 14 مارس 1946           |
|             | وكالة ضمان الاستثمار متعدد الأطراف        | 6 يونيو 1988        | 12 يونيو 1992          |
|             | منظمة التجارة العالمية                    | ?                   | ?                      |
|             | الاتحاد الدولي للاتصالات                  | 23 أغسطس 1965       | 12 مايو 1926           |
|             | مؤسسة التمويل الدولية                     | 23 سبتمبر 1965      | 20 يوليو 1956          |
|             | منظمة الشرطة الجنائية الدولية             | ?                   | ?                      |
|             | الأمم المتحدة                             | 1 ديسمبر 1964       | 24 أكتوبر 1945         |
|             | مؤسسة التنمية الدولية                     | 23 سبتمبر 1965      | 30 ديسمبر 1960         |
|             | منظمة حظر الأسلحة الكيميائية              | ?                   | ?                      |
|             | المركز الدولي لتسوية المنازعات الاستشارية | 17 يوليو 1970       | 19 أبريل 1995          |

## وصلات خارجية
- موقع وزارة الخارجية النيكاراغوية